# باشگاه فوتبال کربلا
باشگاه فوتبال کربلا (به عربی: نادي كربلاء الرياضي) یک باشگاه فوتبال عراقی در شهر کربلا می‌باشد.

## ورزشگاه
استادیوم بین المللی کربلا ( شهر ورزشی کربلا ) که در سال ۲۰۱۶ و با ظرفیت ۳۰۰۰۰ نفری افتتاح شد محل بازی های خانگی این تیم است.

## افتخارات
- قهرمان لیگ دسته اول عراق : ۲۰۰۲/۰۳